# Калюський район
Калюський райо́н (Калюцький район; рос. Калюский район) — історична адміністративно-територіальна одиниця Радянського Союзу, в складі УСРР. Існувала з 1923 по 1925 роки, підпорядковувався Кам'янецькій окрузі. Адміністративний центр — містечко Калюс.

## Історія
Утворений 7 березня 1923 року в складі Кам'янецької округи Подільської губернії УСРР з частин Калюської і Струзької волостей Ушицького повіту Подільської губернії.
3 червня 1925 року район ліквідований з приєднанням території до Ново-Ушицького району.